# Рудольф Діді
Рудольф Діді (словац. Rudolf Dydi; 24 липня 1979, Ілава) — словацький боксер, призер чемпіонатів світу та Європи серед аматорів.

## Аматорська кар'єра
1997 року Рудольф Діді завоював бронзову медаль на чемпіонаті Європи серед молоді, а потім став бронзовим призером дорослого чемпіонату світу в категорії до 48 кг. На шляху до медалі він переміг двох суперників, а у півфіналі програв Роелю Веласко (Філіппіни) — 4-7.
На чемпіонаті Європи 1998 програв у другому бою Палу Лакатошу (Угорщина).
На чемпіонаті світу 1999 програв у другому бою майбутньому чемпіону Браяну Вілорія (США).
На чемпіонаті Європи 2000 програв у першому бою Мар'яну Веліцу (Румунія).
На чемпіонаті світу 2001 виступав в категорії до 51 кг і, здобувши перемогу над Ігорем Самойленко (Молдова), у 1/8 фіналу програв Александру Александрову (Болгарія).
На чемпіонаті Європи 2002 завоював бронзову медаль.
- У чвертьфіналі переміг Саліма Салімова (Болгарія) — RSCO 3
- У півфіналі програв Сергію Казакову (Росія) — 7-21

На чемпіонаті світу 2003 програв у другому бою Цзоу Шимін (Китай).
На чемпіонаті Європи 2004 програв в першому бою Джейхуну Абієву (Азербайджан) і не зумів кваліфікуватися на Олімпійські ігри 2004.
На чемпіонатах світу 2005 та 2007 знов у категорії до 51 кг програвав у першому бою.